# Бакартчо Техерія
Мірен Бакартчо Техерія Отермін (баск. Miren Bakartxo Tejeria Otermin нар. 28 березня 1971) — баскський політик, депутат Парламенту Країни Басків, з 2012 року Голова Парламенту Країни Басків.

## Біографія
Народилась 28 березня 1971 року у родині політиків. Її дідіусь, дядько, тато та племінник були мерами сусіднього містечка. Її батьки Лазаріо Техерія Аммонаріс з Ларраулдара, Хоксела Отермін Саралегі з Наварри.
з 2001 року депутат Парламенту Країни Басків. 20 листопада 2012 року обрана Головою Парламенту Країни Басків від Баскської націоналістичної партії.